# Saint-Clair-de-Halouze
Saint-Clair-de-Halouze är en kommun i departementet Orne i regionen Normandie i nordvästra Frankrike. Kommunen ligger i kantonen Domfront som tillhör arrondissementet Alençon. År 2022 hade Saint-Clair-de-Halouze 821 invånare.

## Befolkningsutveckling
Antalet invånare i kommunen Saint-Clair-de-Halouze
| Referens: INSEE |